# Quintus Ennius

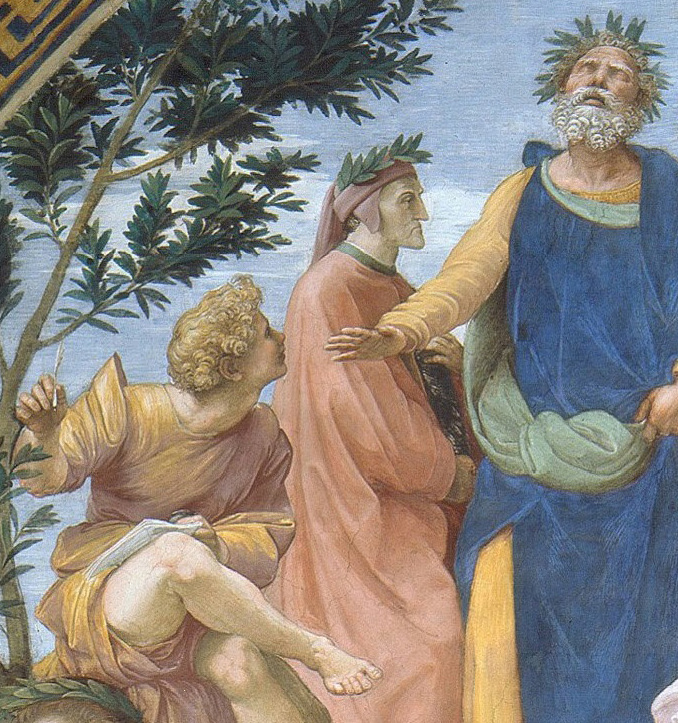
Der junge Quintus Ennius lauscht dem blinden Homer; im Hintergrund steht Dante (Raffael, Parnass, Stanza della Segnatura, 1510/1511)

Quintus Ennius (* 239 v. Chr. in Rudiae (Apulien); † 169 v. Chr.) war ein Schriftsteller der Römischen Republik, der oft als Vater der römischen Poesie bezeichnet wird. Sein Einfluss – vor allem als Vermittler griechischer Literatur – auf die lateinische Literatur war erheblich: Er bevorzugte etwa – im Gegensatz zu Naevius’ Saturniern – den daktylischen Hexameter, der durch ihn in der lateinischen Epik üblich wurde. Sein ehemals umfangreiches Werk ist nur in Fragmenten erhalten.

## Leben
Ennius wuchs mindestens dreisprachig (Lateinisch, Griechisch und Oskisch) auf. Im Zweiten Punischen Krieg diente er als Söldner in einer kalabrischen Hilfstruppe. Auf Sardinien traf er Cato den Älteren, der ihn dazu überredete, 204 v. Chr. nach Rom zu gehen. Dort arbeitete er vermutlich als Hauslehrer und bekam Kontakt zu den griechenfreundlichen Kreisen des römischen Adels, darunter Scipio Africanus und der Konsul Marcus Fulvius Nobilior, der ihn als „Hofpoeten“ mit auf seinen Feldzug nach Ätolien nahm. Diese einflussreichen Mäzene verschafften ihm 184 v. Chr. das römische Bürgerrecht.
Der Schriftsteller Sueton schreibt über Ennius’ Tod: „Der Dichter Ennius starb mit 70 Jahren an einer Gliederkrankheit und wurde im Grabmal Scipios beigesetzt, noch vor dem ersten Meilenstein außerhalb der Stadt.“ Aus der Überlieferung ist bekannt, dass am Grabmal drei Statuen gestanden haben sollen. Eine davon soll den Dichter Quintus Ennius dargestellt haben. Bei einer Grabung 1934 wurde ein aus Marmor gefertigter Kopf einer Statue gefunden, der aber kurz nach dem Fund gestohlen wurde. Heute ist nur noch eine Fotografie bekannt.

## Werk
Ennius’ Tragödien sind freie Nachdichtungen der griechischen Originale, unter anderem von Euripides. Seine berühmteren Werke sind Epicharmus, Euhemerus, Hedyphagetica, Saturae und die Annales.
Der Epicharmus präsentiert eine Aufstellung der Götter und der physikalischen Abläufe im Universum. Darin träumt der Dichter, er sei nach seinem Tod zu einem Ort himmlischer Erleuchtung gebracht worden.
Der Euhemerus präsentiert eine völlig andersartige theologische Lehre in scheinbar einfacher Prosa nach dem Griechen Euhemerus von Messene und verschiedenen anderen religiösen Schriftstellern. Entsprechend dieser Lehre waren die Götter des Olymp keine übernatürlichen Kräfte, die aktiv in die Angelegenheiten der Menschen eingreifen, sondern große Generäle, Staatsmänner und Erfinder aus alter Zeit, derer nach ihrem Tod auf außergewöhnliche Weise gedacht wird.
Die Hedyphagetica nahmen sich das Feinschmecker-Epos Hedypatheia des Archestratos von Gela zum Vorbild. Die elf erhaltenen Hexameter weisen Merkmale auf, die in den ernsteren Annales vermieden werden.
Die Fragmente der sechs Bücher der Saturae zeigen eine erhebliche Vielfalt an Metren: Es gibt Anzeichen, dass Ennius die Metrik manchmal sogar innerhalb einer Komposition änderte. Ein häufiges Thema war das gesellschaftliche Leben des Ennius und seiner aristokratischen Freunde und deren intellektuelle Konversation.
Die Annales, sein Hauptwerk in 18 Büchern, sind ein episches Gedicht, das die römische Geschichte vom Fall Trojas bis zur Amtszeit von Cato dem Älteren als Censor im Jahr 184 v. Chr. abdeckt. Sie waren ein Standardtext für römische Schulkinder, bevor sie schließlich von Vergils Aeneis verdrängt wurden.
Seitdem verringerte sich das Interesse der Römer am Werk des Ennius, wobei die Kirchenväter Ennius häufiger zitierten, so dass man davon ausgehen muss, dass das Werk auch noch in der Spätantike geläufig war. Es ist heute nur in Fragmenten, also in Zitaten antiker Autoren, überliefert.

## Ausgaben
- Johannes Vahlen (Hrsg.): Ennianae poesis reliquiae. Teubner, Leipzig 1903 Digitalisat 2. Aufl. 1928, Neudruck: Hakkert, Amsterdam 1967.
- Henry David Jocelyn (Hrsg.): The Tragedies of Ennius. Univ. Press., Cambridge 1967.
- Otto Skutsch (Hrsg.): The Annals of Quintus Ennius. Clarendon, Oxford 1985.
- Quintus Ennius: Fragmente (Auswahl), Lateinisch/Deutsch. Ausgew., übers. und hrsg. von Otto Schönberger. Reclam, Stuttgart 2009, ISBN 978-3-15-018566-7.
- Gesine Manuwald (Hrsg.): Tragicorum Romanorum Fragmenta. Band 2: Ennius. 2. Auflage. Vandenhoeck & Ruprecht, Göttingen 2023, ISBN 978-3-525-25033-4.